# Hyllie Vandtårn
Hyllie Vandtårn er et vandtårn i bydelen Hyllie i Malmø, Sverige. Vandtårnet er hvidt og antager formen af en svamp. Det er 62 meter højt og kan rumme 10.200 m3 vand. Vandtårnet var færdigopført i 1973, og arkitekt er Kjessler & Mannerstråle via Karl Ivar Stål.
Hyllie Vandtårn er Malmøs nyeste vandtårn. Tårnet var det vindende forslag i en arkitektkonkurrence. Forslaget kaldtes for "Drabant" og udførtes af Kjessler & Mannerstråle fra Stockholm. Hyllie Vandtårn er et populært Malmøsymbol og står omkring 21 m.o.h. Vandtårnet er belyst og belysningen ændres jævnligt. Standardbelysningen er blå, men f.eks. i julen er belysningen rød. Tidligere fandtes der en restaurant på toppen af vandtårnet, men det nedlagdes i 1996. Fra 1998 til 2008 benyttedes lokalerne til fremsvisninger i pædagogisk øjemed. Fra tidligere at have stået i ensomhed på marken, er Hyllie Vandtårn nu omgærdet af nybyggeri såsom Malmö Arena hvor Danmark vandt Eurovision Song Contest 2013, Skandinaviens største shoppingcenter, Emporia og Hyllie Station.